# Ana Maria Machado

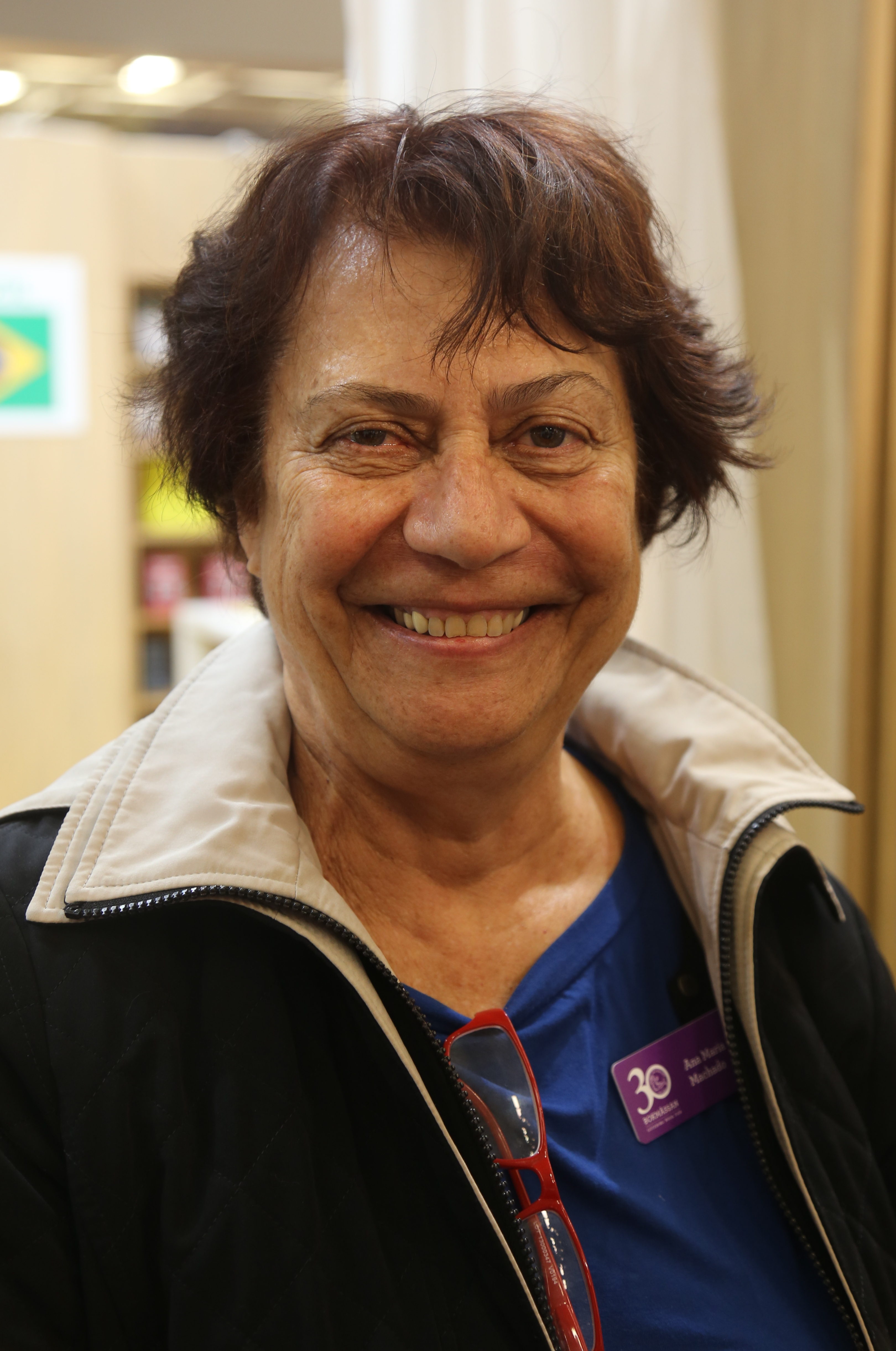
Ana Maria Machado 2014.

Ana Maria Machado (n. 24 decembrie 1941, Rio de Janeiro) este o jurnalistã, traducătoare, pictoriță  și scriitoare din Brazilia.